# Opuntia infesta
Opuntia infesta ist eine Pflanzenart in der Gattung der Opuntien (Opuntia) aus der Familie der Kakteengewächse (Cactaceae). Das Artepitheton infesta stammt aus dem Lateinischen, bedeutet ‚bedrohlich‘ und verweist auf die langen Dornen der Art.

## Beschreibung
Opuntia infesta wächst strauchig mit zahlreichen halbaufrechten Zweigen und erreicht Wuchshöhen von bis zu 50 Zentimeter. Die grünen, länglichen bis abgeflacht zylindrischen Triebabschnitte sind 5 bis 14 Zentimeter lang, 2 bis 4 Zentimeter breit und bis zu 1,2 Zentimeter dick. Die weißen Areolen stehen 1 bis 1,5 Zentimeter voneinander entfernt. Die Glochiden sind leuchtend gelb. Die zwei bis vier nadeligen, geraden Dornen sind orangebraun oder gelbbraun und 2 bis 4 Zentimeter lang.
Die leuchtend orangeroten Blüten erreichen eine Länge von bis zu 3,7 Zentimeter und einen Durchmesser von 2,5 Zentimeter. Die verkehrt länglich eiförmigen, gelblich grünen Früchte sind bis zu 1,5 Zentimeter lang.

## Verbreitung und Systematik
Opuntia infesta ist in der peruanischen Region Ancash verbreitet.
Die Erstbeschreibung als Platyopuntia infesta erfolgte 1981 durch Friedrich Ritter. James Iliff stellte die Art 1997 in die Gattung Opuntia.

## Nachweise